# کریس تامپسون
کریس تامپسون (انگلیسی: Chris Thompson؛ زادهٔ ۷ فوریهٔ ۱۹۸۲) بازیکن فوتبال سابق انگلیسی است که در پست مهاجم بازی می‌کرد.
از باشگاه‌هایی که در آن بازی کرده‌است می‌توان به باشگاه فوتبال بارو، باشگاه فوتبال لیورپول، باشگاه فوتبال گریمزبی تاون، باشگاه فوتبال نورتویچ ویکتوریا، باشگاه فوتبال درویلزدن، باشگاه فوتبال لیک تاون، باشگاه فوتبال چورلی، باشگاه فوتبال فلیتوود، باشگاه فوتبال بامبر بریج، باشگاه فوتبال وارینگتون تاون، و باشگاه فوتبال سالفورد سیتی اشاره کرد.